# Дебърско езеро
Дѐбърското ѐзеро, наричана понякога Шпиле (на македонска литературна норма: Дебарско Езеро, Шпиље, Шпилје), е изкуствено езеро в западната част на Северна Македония, разположено южно от град Дебър, в близост до границата с Албания.
Езерото е създадено с издигането на язовирна стена от 102 метра, изградена в периода от 1966 до 1968 година. Язовирът залива част от Дебърското поле около мястото на вливане на река Радика в река Черни Дрин. То е с площ от 13,2 km2, 92 m дълбочина и средна надморска височина от 580 m. На него е разположена ВЕЦ „Шпиле“.
Дебарското езеро е най-големият откъм воден ресурс язовир в страната.